# Ancara obliterans
Ancara obliterans är en fjärilsart som beskrevs av Walker 1858. Ancara obliterans ingår i släktet Ancara och familjen nattflyn. Inga underarter finns listade i Catalogue of Life.